# Relations entre l'Afrique du Sud et la France
Les relations entre l'Afrique du Sud et la France sont des relations internationales s'exerçant entre un État d'Afrique australe, la république d'Afrique du Sud, et un autre principalement européen, la République française. Elles sont structurées par deux ambassades, l'ambassade d'Afrique du Sud en France et l'ambassade de France en Afrique du Sud.

## Historique des relations
Les relations entre la France et l'Afrique du Sud sont très anciennes et antérieures à l'institution de relations étatiques. Elles commencent vers 1688-1691 avec l'arrivée d'émigrés huguenots (un peu moins de 200 familles) venus des Pays-Bas, qui avaient quitté la France après la révocation de l'édit de Nantes (1685) puis avaient été attirés dans la Colonie du Cap par la politique de développement de l'agriculture de la Compagnie néerlandaise des Indes orientales. Ils apportent la viticulture de tradition française qui est le noyau de la viticulture en Afrique du Sud qui existe actuellement. En une génération, à cause de la pression exercée par les autorités locales mais à contre-cœur, ils perdent leur langue et s'assimilent aux colons d'origine néerlandaise. Leurs descendants sont une composante essentielle – environ un cinquième – de la communauté des Afrikaners et sont identifiables par leur nom de famille d'origine française. Une autre trace se trouve dans certains toponymes et notamment des noms de domaines viticoles et de fermes. L'exemple le plus frappant est celui de la ville de Franschhoek (le Coin des Français), où, surtout dans le quartier central de Hugenot, la présence de noms de rues et de domaines en français, du Musée huguenot (en) et de restaurants et domaines viticoles réputés sont des éléments essentiels de l'attractivité touristique.
Sur le plan diplomatique, les relations ont débuté à la formation de l'union d'Afrique du Sud mais des relations préexistaient avec le Transvaal. Ainsi, le consulat de France au Cap a été créé en 1803 et la France représentée par un vice-consul du Cap de Bonne-Espérance, et ce, jusqu'à la prise de la ville par les Anglais en 1806. Le vice-consulat fut ensuite érigé en consulat général.
Le premier ambassadeur d'Afrique du Sud en France est Eric Louw en 1934.

## Coopération militaire
Durant la période d'apartheid et jusqu'au début des années 80, la France a développé d'étroites relations avec l'Afrique du Sud, lui vendant Mirages, hélicoptères, blindés, sous-marins, frégates et le système de missiles sol-air Crotale, alors qu'elle était engagée militairement dans plusieurs conflits régionaux.

## Coopération nucléaire
La France, et d'autres pays occidentaux, participe au programme nucléaire de l'Afrique du Sud durant les années 60 et 70. La centrale nucléaire de Koeberg a notamment été engagée en 1976, par un consortium d'entreprises françaises dans le cadre de la coopération entre les deux pays. 
L'Afrique du Sud a aussi pu mettre au point ses 6 bombes nucléaires à la fin des années 70 grâce à la coopération de plusieurs pays occidentaux dont la France mais surtout des États-Unis.

## Coopération commerciale
En 2016, la France est le deuxième fournisseur européen de l'Afrique du Sud.
En 1963, le gouvernement du général de Gaulle passe un contrat d’approvisionnement en uranium avec l'Afrique du Sud. Le minerai provient notamment du Sud-Ouest africain (actuelle Namibie) alors administrée par l'Afrique du Sud en vertu d'un mandat de la Société des Nations. En 1971, La Cour internationale de Justice confirme l'illégalité de la présence continue de l’Afrique du Sud en Namibie après le retrait de son mandat par l’assemblée générale des Nations unies (1966) et mentionne que les États membres devaient reconnaître cette illégalité et s’abstenir de « tous actes qui impliqueraient la reconnaissance de la légalité de ladite présence et de ladite administration »,.